# كولايدز: فن الحرب
كولايدز: فن الحرب هي رواية بقلم ربيع علم الدين، مؤلف ورسام يعيش في كل من سان فرانسيسكو وبيروت. نشأ في الشرق الأوسط، في الكويت ولبنان . نُشرت رواية "كوالييدز" في عام 1998، وهي أول رواية للكاتب علم الدين. وتدور أحداث الجزء الأكبر من القصة في سان فرانسيسكو وبيروت، موقعين لـ"حربين" مختلفتين للغاية. لقد كانت سان فرانسيسكو منذ منتصف الثمانينيات وحتى التسعينيات من القرن العشرين هي الموقع الرئيس لوباء الإيدز، وخاصة بين مجتمع المثليين، في حين كانت بيروت موقعًا لحرب أهلية وحشية.

## الاستقبال
حصلت الرواية بشكل عام على مراجعات نقدية إيجابية؛ حيث وصفته مجلة كيركس للمراجعات بأنها:
تصوير غير متكافئ إلى حد كبير، لكنه قوي وأصيل للنزوح الثقافي والجنسي، والاغتراب، والفخر بطريقته الجريئة المثيرة للإعجاب.
صحيفة بورتلاند أوريغونيان[بحاجة لمصدر] وناشرون أسبوعيون ،[بحاجة لمصدر] والكاتبة إيمي تان[بحاجة لمصدر] كتبوا عنها بشكل إيجابي أيضًا. ولكن صحيفة نيويورك تايمز وجدتها متواضعة، حيث قالت:
[سي]نتهي الأمر بمعظم القراء إلى التمني لو كان علم الدين نفسه يتمتع بمزيد من الموهبة الأدبية. وعلى الرغم من بعض الأفكار المثيرة للاهتمام والصور التي لا تنسى، فإن كتابه لا يظهر أي إحساس بالسرد. في الواقع، لا يوجد أي إلحاح درامي في هذه المجموعة من الملاحظات والأفكار والصور المصغرة. ... ... يمكن للروائي الماهر أن يجذب اهتمام قرائه بقصة مثيرة للجدل. لكن أمام علم الدين طريق طويل قبل أن يتمكن من تنفيذ هذه الخدعة.